# Isla San Nicolás
Isla San Nicolás es la más remota de las islas del Canal de California. Es parte del Condado de Ventura. Posee una superficie de 58,93 kilómetros cuadrados (o 22,753 millas cuadradas) es actualmente controlada por la Marina de los Estados Unidos y se utiliza como centro de formación y prueba de armas. La isla no cuenta con población estable (únicamente personal de la marina estadounidense) y cuenta con una base aérea. Es definida por la Oficina del Censo como el Bloque Grupo 9, Sector Censal 36,04 del Condado de Ventura, California.

## Conservación y Restauración
El gato doméstico común fue una de las mayores amenazas para la vida silvestre de la isla hasta que fue erradicado de la isla por la Marina de los Estados Unidos con el apoyo de Island Conservation y la Humane Society of the United States en 2009[24]. Los gatos mataban cormoranes, gaviotas y el lagarto nocturno de la isla y competían con el zorro endémico de la isla. Los gatos llegaron a la isla antes de 1952, probablemente traídos por oficiales de la marina que trabajaban allí. Todos los gatos fueron reubicados a un hábitat especialmente preparado en Ramona, en el Condado de San Diego , con la ayuda de la Humane Society de los Estados Unidos. Los gatos fueron declarados erradicados oficialmente en 2012. El esfuerzo de erradicación duró 18 meses y costó 3 millones de dólares.